# ديفيد ثاوليس
ديفيد ثاوليس ( بالانجليزية : David J. Thouless ) عالم فيزياء بريطاني فائز بجائزة نوبل للفيزياء لعام 2016م مع كل من دنكن هالداين ومايكل كوسترليتز لأبحاثهم في فيزياء المواد المكثفة.

## التعليم
تلقى تعليمه في كلية وينشستر وحصل على درجة البكالوريوس في كامبريدج. وحصل على الدكتوراه في جامعة كورنيل.

## روابط خارجية
- ديفيد ثاوليس على موقع الموسوعة البريطانية (الإنجليزية)
- ديفيد ثاوليس على موقع مونزينجر (الألمانية)